# Raymond Deane

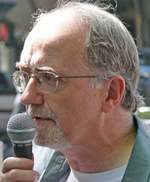
Raymond Deane

Raymond Deane (* 27. Januar 1953 in Tuam, County Galway) ist ein irischer Komponist.

## Leben
Deane wuchs auf Achill Island (County Mayo) auf. Ab 1963 lebte er in Dublin, wo er zunächst am damaligen College of Music bei Fionn Ó Lochlainn Klavier studierte. Er studierte 1974 am University College Dublin und wurde Gründungsmitglied der Association of Young Irish Composers, einem Vorgänger der heutigen Association of Irish Composers. Als Pianist gewann er mehrere Auszeichnungen. 1974 erhielt Deane ein Stipendium für ein Studium bei Gerald Bennett an der Musikakademie in Basel, Schweiz. Er zog weiter nach Köln als Schüler von Mauricio Kagel, wurde aber überredet, bei Karlheinz Stockhausen zu studieren, was Deane nach sechs Monaten „wegen Stockhausens mangelndem Engagement für seine Schüler in dieser Zeit“ aufgab. Mit einem DAAD-Stipendium setzte Deane sein Studium bei Isang Yun in Berlin fort.
Beim Accents Festival 1991 in Dublin stand er gemeinsam mit György Kurtág im Fokus, ebenso beim Sligo New Music Festival 1999 (mit Roger Doyle). Er vertrat Irland bei mehreren IGNM-Festivals (Mexiko-Stadt, Manchester, Hongkong), und Werke wurden auf den Festivals „L’Imaginaire irlandais“ (Paris 1996), „Voyages“ (Montreal 2002), Warschauer Herbst (2004) und mehr als einmal aufgeführt beim International Rostrum of Composers der UNESCO (sein OrchesterwerkRipieno gewann 2000 einen Sonderpreis). Er war auch künstlerischer Leiter der ersten beiden RTÉ Living Music Festivals (Dublin 2002 und 2004), mit Musik von Luciano Berio und zeitgenössischer französischer Musik. 2010 fand im Southbank Centre in London ein Porträtkonzert seiner Kammermusik statt.
2005 wurde Deane an der Maynooth University promoviert. Seit 1986 ist er Mitglied der irischen Künstlerakademie Aosdána.
Neben seiner Musik ist Raymond Deane für sein soziales Engagement und seinen Aktivismus für Frieden und Menschenrechte bekannt. Außerdem ist er als Autor von Essays und Musikkritiken aktiv und hat in irischen Zeitschriften wie In Dublin, Soundpost, dem Journal of Music in Ireland und in einigen wissenschaftlichen Büchern veröffentlicht. 1991 veröffentlichte er einen Roman im „Gothic Fiction“-Genre namens Death of a Medium. Er schrieb auch eine Autobiographie über die Jahre bis etwa 1987, die 2014 veröffentlicht wurde.
Seit 2022 werden seine Werke bei Universal Edition verlegt, wobei seine früheren Stücke nach und nach dem Katalog hinzugefügt werden.

## Musik
Raymond Deane ist „eine der bekanntesten Figuren der zeitgenössischen irischen Komposition“. Seine Arbeit kann in drei Phasen unterteilt werden: Eine endet 1974 vor seinem Auslandsstudium, die zweite 1988 – eine Zeit, die er als einen „Prozess des Lernens, Assimilierens und Überwindens dieser Assimilation“ bezeichnet – sowie schließlich die Zeit seitdem, die auch als „Wiederfindung“ beschrieben wurde. Mehrere Werke seiner mittleren Phase sind bewusst technisch konstruiert, als Ausrufezeichen gegen den Trend zur Neoromantik, den er unter vielen seiner Zeitgenossen wahrnahm. Laut Fitzgerald bemüht sich Deane um ein dialektisches Drama, ohne auf den Zwang des 19. Jahrhunderts zur thematischen Entwicklung zurückzugreifen. „Das Ergebnis ist ein heterogener und unreiner dramatischer Diskurs.“ Zuk schrieb: „Schon beim ersten Hören ist es offensichtlich, dass seine Arbeit das Produkt eines stark reflektierenden Geistes ist, der größtenteils einen sehr ernsten Ton hat, obwohl er manchmal mit eigenwilligem Humor und bei anderen Gelegenheiten von einer ausgeprägten Verspieltheit durchdrungen ist.“

## Ausgewählte Werke
Die folgende Liste basiert auf Zuk (2006; vgl. Literatur), S. 121–125; neuere aus dem CMC-Profil (vgl. Weblinks).
Opern
- The Poet and His Double (Libretto: Raymond Deane; 1991)
- The Wall of Cloud (R. Deane; 1997)
- The Alma Fetish (Gavin Kostick; 2012)
- Vagabones (Renate Debrun, nach Emma Donoghues Hörspiel Trespasses; 2019)

Orchesterwerke (für großes Orchester, wenn nicht anderweitig vermerkt)
- Embers (1973) für Streichorchester
- Enchaînement (1982)
- de/montage (1984)
- Thresholds (1987, rev. 1991)
- Quaternion (1988) für Klavier und Orchester
- Krespel’s Concerto (1990) für Violine und Orchester
- Catenae (1991)
- Oboenkonzert (1994)
- Dekatriad (1995)
- Five Piece Suite (1999) für Streichorchester
- Ripieno (1999)
- Violinkonzert (2003)
- Concursus (2004) für Violine, Viola und Streichorchester
- Samara (2005)
- Hungarian Jewish Melodies (2007) für Violine, Viola, Cello and Streichorchester
- A Baroque Session (with Carolan and Friends) (2009) für Violine, Viola, Cello und Streichorchester

Chamber music
- Embers (1973) für Streichquartett
- Lichtzwang (1979) für Cello und Klavier
- Aprèsludes (1979) für Querflöte, Cello, Klarinette, Schlagzeug, Harfe, Viola, Cello
- String Quartet I: Silhouettes (1981)
- Seachanges (with Danse Macabre) (1993) für Piccoloflöte, Violine, Cello, Klavier and Schlagzeug
- Catacombs (1994, rev. 2004) für Klarinette, Violine, Cello, Klavier
- Moresque (1996) für Oboe und Schlagzeug
- Marche oublié (1996, rev. 2004) für Violine, Cello, Klavier
- Streichquartett II: Brown Studies (1998)
- Parthenia Violata (1998) für Violine und Klavier
- Pentacle (2000) für Violine und Cello
- Streichquartett III: Inter pares (2000)
- Streichquartett IV: Equali (2001)
- Brève für Viola solo (2003)
- Marthiya (2005) für Violine, Viola, Cello
- Venthalia (2007) für Quer-/Alt-/Piccoloflöte und Klavier
- Quadripartita (2012) für Violine, Viola, Cello, Kontrabass
- Danse de la terre (2013) für Violine, Viola, Cello
- Streichquartett V: Siberia (2013)
- Streichquartett VI (2016)

Klavierwerke
- Orphica (1970, rev. 1981, 1996)
- Linoi (1973, rev. 1984)
- Klaviersonate Nr. 1 (1974, rev. 1980)
- Triarchia (1978, rev. 1981)
- Klaviersonate Nr. 2 (1981)
- Avatars (1982)
- Contretemps (1989) für 2 Klaviere
- After-Pieces (1990)
- Rahu’s Rounds (1998)
- Siris (2006)
- Noctuary (2011)
- Legerdemain (2013)
- Tapestry XIII: The Walling of Ros (2016)
- Raccordement (2016)

Vokalwerke
- Tristia (Emily Dickinson, Paul Celan, Thomas Hardy) (1980) für Sopran und Ensemble
- Archair (Máirtín Ó Direáin) (1987) für Sopran und Ensemble
- ...e mi sovvien l’eterno ... (Giacomo Leopardi) (1987) für gemischten Chor
- November Songs (Patrick Kavanagh) (1990) für Mezzosopran und Ensemble
- ...una musica riposa (Mario Luzi) für Mezzosopran, Oboe, Cello, Klavier
- Two Songs for Paris (Kevin Hart, Emmanuel Moses) (1995) für Mezzosopran, Viola und Klavier
- So Quiet Now ... (Kevin Hart) (1996) für Sopran, Viola und Klavier
- Voices, Receding (Two Songs against War) (Isaac Rosenberg, Wilfred Owen) (2015) für Sopran und Klavier
- Galar an ghrá (Maghnus Ó Domhnaill) (2018) für Bariton und Klavier

Schriften
- Death of a Medium, Roman (Dublin: Odell & Adair, 1991)
- In My Own Light. A Memoir, Autobiografie (bis 1988) (Dublin: Liffey Press, 2014)

## Diskografie
Nach Klein (2001). Zu neueren Aufnahmen vgl. auch Weblinks.
- Avatars, Jimmy Vaughan (Klavier), auf: Goasco GXX003-4 (MC, 1985).
- Dekatriad, Irish Chamber Orchestra, Fionnuala Hunt (Ltg.), auf: Black Box Music BBM 1013 (CD, 1998).
- Quaternion (mit Anthony Byrne, Klavier), Krespel’s Concerto (with Alan Smale, Violine), Oboenkonzert (with Matthew Manning, Oboe), National Symphony Orchestra of Ireland, Colman Pearce (Ltg.), auf: Marco Polo 8.225106 (CD, 1999).
- After-Pieces (mit Hugh Tinney, Klavier), Seachanges (with Danse macabre) and Catacombs (Ensemble Reservoir, Mikel Toms, Ltg.), Marche oublié (Schubert Ensemble of London), Streichquartett II: Brown Studies (Vanbrugh Quartet) auf: Black Box Music BBM 1014 (CD, 2000).
- Ripieno, Violinkonzert (mit Christine Pryn, Violine), Samara, RTÉ National Symphony Orchestra, Gerhard Markson (Ltg.), auf: RTÉ CD 274 (CD, 2007).
- Apostille, David Adams (Orgel), auf: Irish Contemporary Organ Music (ohne Label) (CD, 2008).
- Five Piece Suite, Young European Strings Chamber Orchestra, Ronald Masin (Ltg.), auf: Third Edition (no label) (CD, 2011).
- Noctuary Bücher I und II (= vollständig), Hugh Tinney (Klavier), auf: Resonus Classics RD CD 01 (CD, 2014) und Resonus Classics RES 10133 (nur Download, 2014).
- Embers (Orchesterfassung), RTÉ National Symphony Orchestra, Gerhard Markson (Ltg.), auf: RTÉ lyric fm CD 153 (CD, 2016).
- Embers (Streichquartettfassung) und Marthiya, Carducci Quartet bzw. Crash Ensemble, auf: Louth Contemporary Music Society LCMS 2021 (CD, 2021).